# Relación de Chasles
En matemáticas, específicamente en geometría vectoral, la relación de Chasles es una expresión relacionada con la adición de dos vectores en un espacio afín. Por extensión, también se puede usar en geometría plana, integración, análisis complejo, etc.
Su nombre proviene de Michel Chasles, un matemático francés del siglo XIX. Esta relación se conocía desde mucho tiempo antes, pero el trabajo de Chasles en geometría contribuyó en gran medida a su adopción en el mundo de habla francesa.

## Cálculo vectorial
La relación de Chasles hace posible calcular la suma de dos vectores en un espacio afín, cuando el final del primero se elige igual al origen del segundo. Se establece de la siguiente manera:
Para todos los puntos A, B y C de un espacio afín, se tiene que:
Esta identidad significa que la traslación desde el punto A al punto C se puede hacer a través de cualquier punto B. La traducción vectorial {\displaystyle {\overrightarrow {AC}}} es, por tanto, la composición de dos traslaciones: la del vector {\displaystyle {\overrightarrow {AB}}} y la del vector {\displaystyle {\overrightarrow {BC}}.}.

## Ángulos orientados
También se encuentra esta propiedad para describir una relación entre ángulos orientados y geometría plana.
Para todos los vectores {\displaystyle {\vec {u}},{\vec {v}},{\vec {w}}} distintos de cero, se tiene que:

## Medidas algebraicas
Esta propiedad también se usa para expresar medidas algebraicas en una recta orientada.
Para todos los puntos A, B y C de una línea recta, se tiene que:

## Integración
También hay una relación de Chasles en cálculo integral.
Si f es una función integrable en un intervalo de I, a continuación, para todo a, b y c en I, entonces:

## Suma
Para sumatorios, se tiene una relación similar al caso de la integración, excepto que la segunda suma comienza en un rango próximo al final de la primera (y no al mismo nivel).
Más formalmente, para todos los enteros naturales m, n y p como m ≤ n < p, se tiene que:

## Razón anarmónica
Por extensión, también hay una relación de Chasles multiplicativa (y no aditiva como la original) para la razón anarmónica de números complejos.
Si se denota (a, b ; c, d) como la razón doble de cuatro números complejos a, b, c d, entonces para todos los números complejos a, b, c, d y e tomados como parejas distintas, se tiene que: